# Shirine Boukli
Shirine Boukli (Aramon, 24 de janeiro de 1999) é uma judoca francesa, medalhista olímpica.